# Оганов Артем Ромаєвич
Артем Ромаєвич Оганов (нар. 3 березня 1975) — російський кристалограф-теоретик, мінералог, хімік, педагог, професор РАН. Найбільш відомий роботами зі створення методів комп'ютерного дизайну нових матеріалів та передбачення кристалічних структур, а також із хімії високих тисків та вивчення речовини планетних надр.

## Біографія
Артем Оганов народився 1975 року. Мати за національністю єврейка, батько — вірменин. Хоча народився Артем у Дніпропетровську, там він практично ніколи не жив, а виріс у Москві, де закінчив школу із золотою медаллю, а 1997 року — з відзнакою геологічний факультет МДУ за спеціальністю «кристалографія та кристалохімія». У 2002 році захистив кандидатську дисертацію (PhD) з кристалографії в Університетському коледжі Лондона, у 2007 році здобув ступінь доктора наук (Habilitation) у Цюрихському політехнічному інституті, яка у 2016 році була прирівняна до російського ступеня доктора фізико-математичних наук.
Нині є професором Сколківського інституту науки та технологій. У 2008—2017 роках був професором та завідувачем лабораторії комп'ютерного дизайну матеріалів в Університеті штату Нью-Йорк у Стоні-Брук. У 2013 році, отримавши мегагрант Уряду Російської Федерації, створив та очолив Лабораторію комп'ютерного дизайну матеріалів у Московському фізико-технічному інституті. Із 2005 більше десяти разів був запрошеним професором в університетах та інститутах Італії (Мілан), Франції (Париж, Лілль і Пуатьє), Китаю (Гуйлінь, Пекін, Гонконг)[9].
У 2011 році створив і до 2017 року очолював Комісію з кристалографії матеріалів при Міжнародному союзі кристалографів. Входить до складу наукових рад РАН (1) із проблем геохімії та (2) з хімічної фізики, а також у редколегії журналів «Scientific Reports», «Геохімія», «Journal of Superhard Materials», «Crystals». У 2013—2014 роках був президентом Американської гілки Міжнародна асоціація російськомовних вчених. Брав участь у зустрічах з Президентом Вірменії С. А. Саргсяном 16 листопада 2015 року, 22 вересня 2016 року та 8 листопада 2017 року, і з президентом Росії В. В. Путіним 15 жовтня 2017 року. У 2017—2020 роках перебував у Раді з науки та освіти при Президентові РФ.

## Наукова діяльність
Основні роботи в галузі теоретичного дизайну нових матеріалів, вивчення стану речовини при високих тисках (зокрема, у надрах Землі та планет), розробки методів передбачення структури та властивостей речовини. Розроблений Огановим ефективний еволюційний метод передбачення кристалічних структур був покладений ним в основу програми USPEX, яку використовують понад 8000 дослідників у світі. Передбачені їм надтверда структура бору, прозора фаза натрію, новий алотроп вуглецю, стабільні сполуки гелію і натрію, стабільність MgSiO3 пост-перовськіту в мантії Землі та інших планетоутворюючих, і передбачення «заборонених» сполук (таких, як Na3Cl, які не вписуються в традиційні уявлення хімії) були згодом підтверджені експериментом і суттєво вплинули на фундаментальні знання у матеріалознавстві, фізиці, хімії та науках про Землю. Відкриття борофену має великі технологічні перспективи. Огановим запропоновано нову шкалу електронегативностей хімічних елементів. Розширення поняття електронегативності на високі тиски, а також розрахунок електронегативності та хімічної жорсткості всіх елементів при різних тисках дозволили пояснити безліч незвичайних явищ хімії високих тисків, а також передбачити нові явища та сполуки. Нещодавнє передбачення нового високобарного гідросилікату магнію Mg2SiO5H2 дозволило Оганову та колегам висунути нову гіпотезу походження води на поверхні Землі. Огановим і колегами було передбачено й вивчено (теоретично й експериментально) низку нових надпровідників, одних із найбільш високотемпературних серед відомих сьогодні: ThH10, ThH9, YH6, (La, Y)H6 і (La, Y)H10. Розроблені Огановим теоретичні методи дозволяють передбачати та отримувати матеріали із заданими властивостями. Оганов — автор понад 300 наукових статей (чимало з яких вийшли в Nature, Science та інших журналах) і розділів у книгах, і 5 патентів. Цитування робіт (за даними на серпень 2022) — більше 28400, індекс Хірша 80.

## Визнання та нагороди
- університетська премія Лациса Швейцарської вищої технічної школи Цюриха (2006)
- почесний професор Яншанського університету (Китай) (2012)
- професор програми «1000 талантів» (Китай) (2012)
- мегагрант РФ (2013)
- премія Георгія Гамова (2017)[34]
- премія «Злагода» (2017)[35]
- премія Дружби уряду КНР Friendship Award (China)[en] (вища нагорода Китаю для іноземних експертів) (2019)[36]

Був названий одним із найбільш цитованих вчених Росії 2016 р. (2016 Thompson Reuters Russian Highly Cited Researcher Award) у номінації «Хімія» і 2017 р. (2017 Thompson Reuters Russian Highly Cited Researcher Award) у номінації «Фізика» за версією Clarivate Analytics (2016), (2017).
Діяльність Оганова здобула визнання у засобах масової інформації. Про Оганова було знято фільми «Колір Кристалу» (2012, реж. Володимир Герчиков), «Made by Russians» (2015, реж. Леонід Парфьонов), «Артем Оганов» (2018, для телеканалу «Культура», реж. Наталія Попова), «Повернення професора» (2018, для телеканалу НТВ, реж. Тетяна Міткова). У 2019 р. до 150-річчя таблиці Менделєєва вийшов фільм «Новий елемент російської таблиці» (для каналу Росія-1, реж. Елла Тухарелі), у якому Оганов був однією із головних дійових осіб.
У 2014 році журнали «Російський репортер» та «Експерт» включили Оганова до списку 100 найвпливовіших росіян, а журнал «Forbes» включив його до числа «50 росіян, які завоювали світ».
Експерт просвітницької програми «Всенаука».

## Членство в академіях та наукових товариствах
- Дійсний член (Fellow) Мінералогічного Товариства Америки (2013)[47]
- професор РАН (2015)[48]
- Дійсний член Європейської академії (Academia Europaea) (2017)
- Дійсний член (Fellow) Королівського Хімічного Товариства (2020)
- Дійсний член (Fellow) Американського Фізичного Товариства (2020)[49]

## Вибрані інтерв'ю та науково-популярні матеріали
- «Як зупинити витік мізків із Росії?» Архівовано квітень 8, 2018 на сайті Wayback Machine., — lenta.ru, 29 квітня 2009 р.
- «Алхімік з Нью Йорка» Архівовано жовтень 29, 2018 на сайті Wayback Machine., — Російська газета, 26 червня 2013 р.
- «Перші ластівки нової хімії» Архівовано жовтень 29, 2018 на сайті Wayback Machine. — газета.ру, 20 грудня 2013 р.
- «Повернення Оганова» Архівовано травень 5, 2021 на сайті Wayback Machine., — Експерт, 2015 р.
- «Російські хіміки відкрили перше „справжнє“ поєднання гелію» Архівовано жовтень 29, 2018 на сайті Wayback Machine., — РИА Новости, 6 лютого 2017 р.
- «Позаземні мінерали: як російські хіміки розкривають таємниці планет» Архівовано жовтень 29, 2018 на сайті Wayback Machine., — РИА Новости, 24 лютого 2018 р.
- «Замість хаосу, анархії та беззаконня з'являється прозорість» Архівовано березень 8, 2018 на сайті Wayback Machine., — lenta.ru, 6 березня 2018 р.
- Інтерв'ю про долю та погляди, — програма «Парсуна», 23 грудня 2018 р.
- Програма про фізику та хімію планетних надр, — «Рубка ПостНауки», 21 грудня 2020 р.
- Програма «Лінія життя» на каналі «Культура», — 8 лютого 2020 р.
- «Електронегативність хімічних елементів тепер можна вважати по-новому» Архівовано травень 18, 2021 на сайті Wayback Machine., — «Наука і життя», 30 квітня 2021 р.
- «Чи є майбутнє у науки в Росії? Чому хімік Артем Оганов повернувся //Антоніми з Антоном Красовським» Архівовано травень 18, 2021 на сайті Wayback Machine., — RT, 27 квітня 2021 р.

## Особисте життя
Одружений, має чотирьох дітей. Із 1993 є парафіянином католицького храму святого Людовіка в Москві. Дружина Оганова Наталія Валеріївна, російська, православна — кандидат юридичних наук, доцент Юридичного факультету Фінансового університету при Уряді Російської Федерації, Президент регіонального громадського фонду соціально-правового захисту об'єктів вітчизняної архітектурної спадщини.